# 天池山国家森林公园
洛阳嵩县天池山国家森林公园位于中国河南省洛阳市嵩县西北部，与古都洛阳相距98公里。包括天池景区、飞来石景区、玉女溪景区、二郎沟景区等。其中飞来石景区以“雄险特奇”著称，玉女溪景区以“清幽空灵、奇幻旖旎”著称。